# Acodontaster
Genre
Les Acodontaster sont un genre d'étoiles de mer de la famille des Odontasteridae.
On trouve toutes les espèces de ce genre en Antarctique.

## Liste des genres
Selon World Register of Marine Species (19 janvier 2015) :
- Acodontaster capitatus (Koehler, 1912)
- Acodontaster conspicuus (Koehler, 1920)
- Acodontaster elongatus (Sladen, 1889)
- Acodontaster hodgsoni (Bell, 1908)
- Acodontaster marginatus (Koehler, 1912)

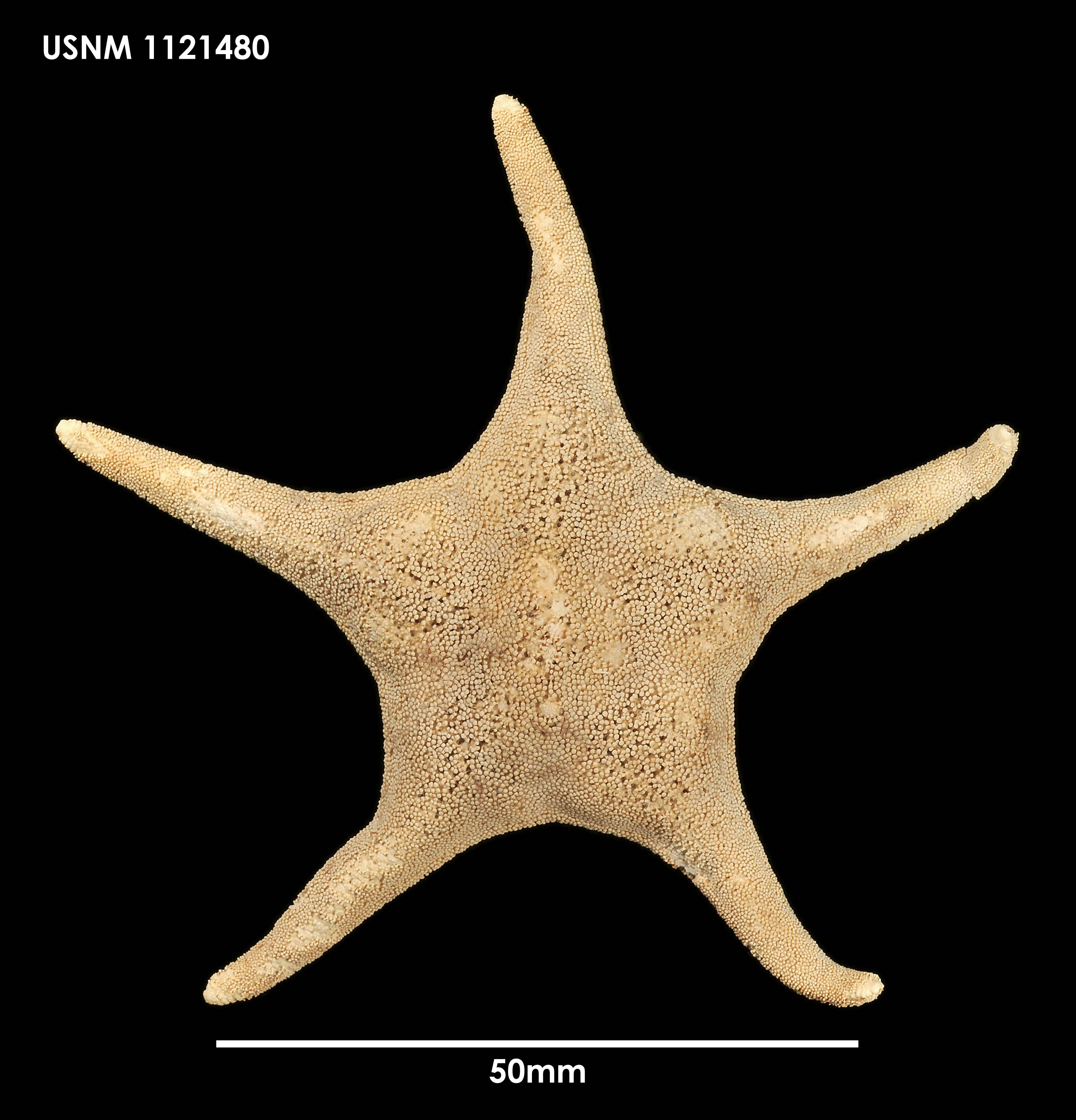
Acodontaster capitatus
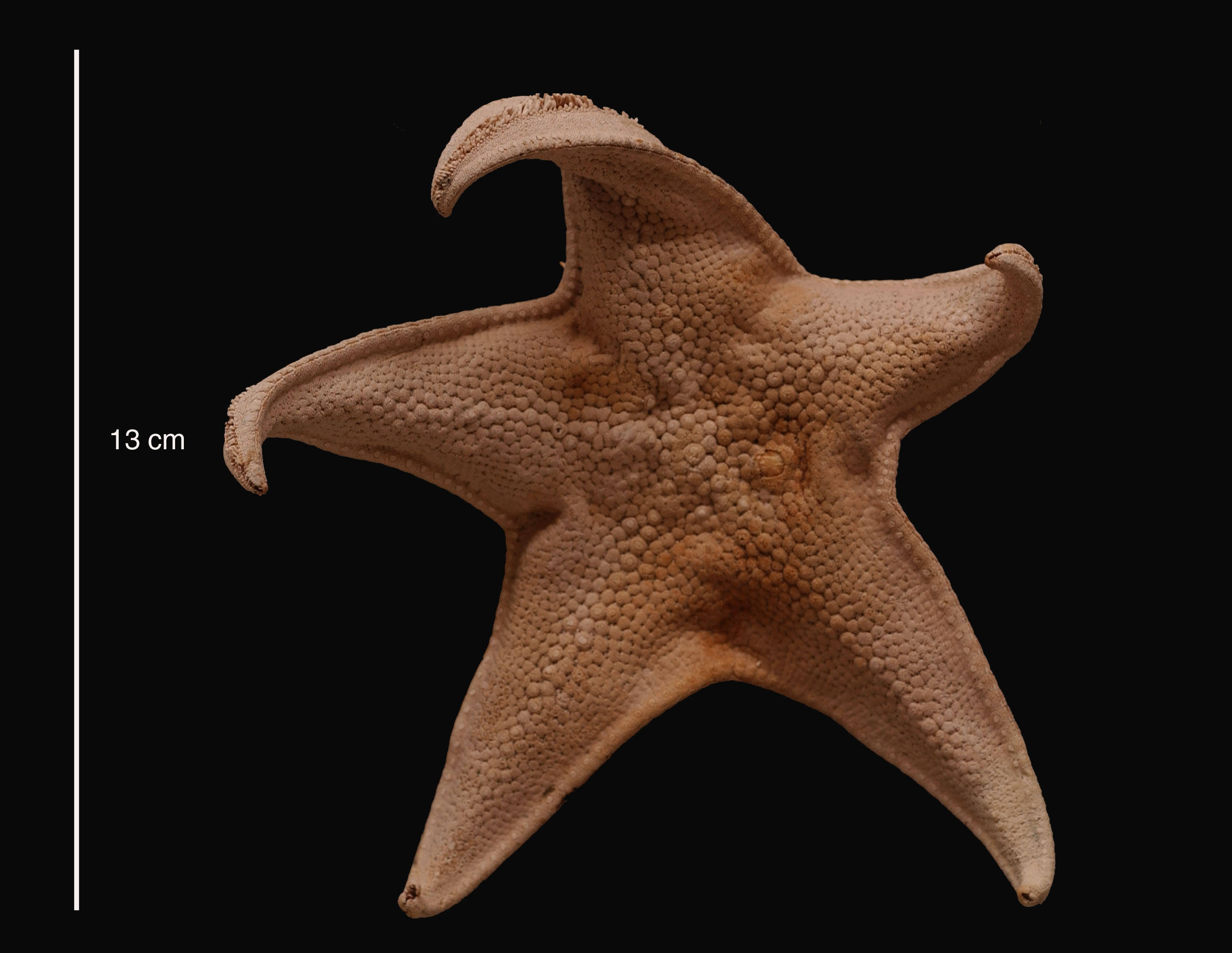
Acodontaster conspicuus
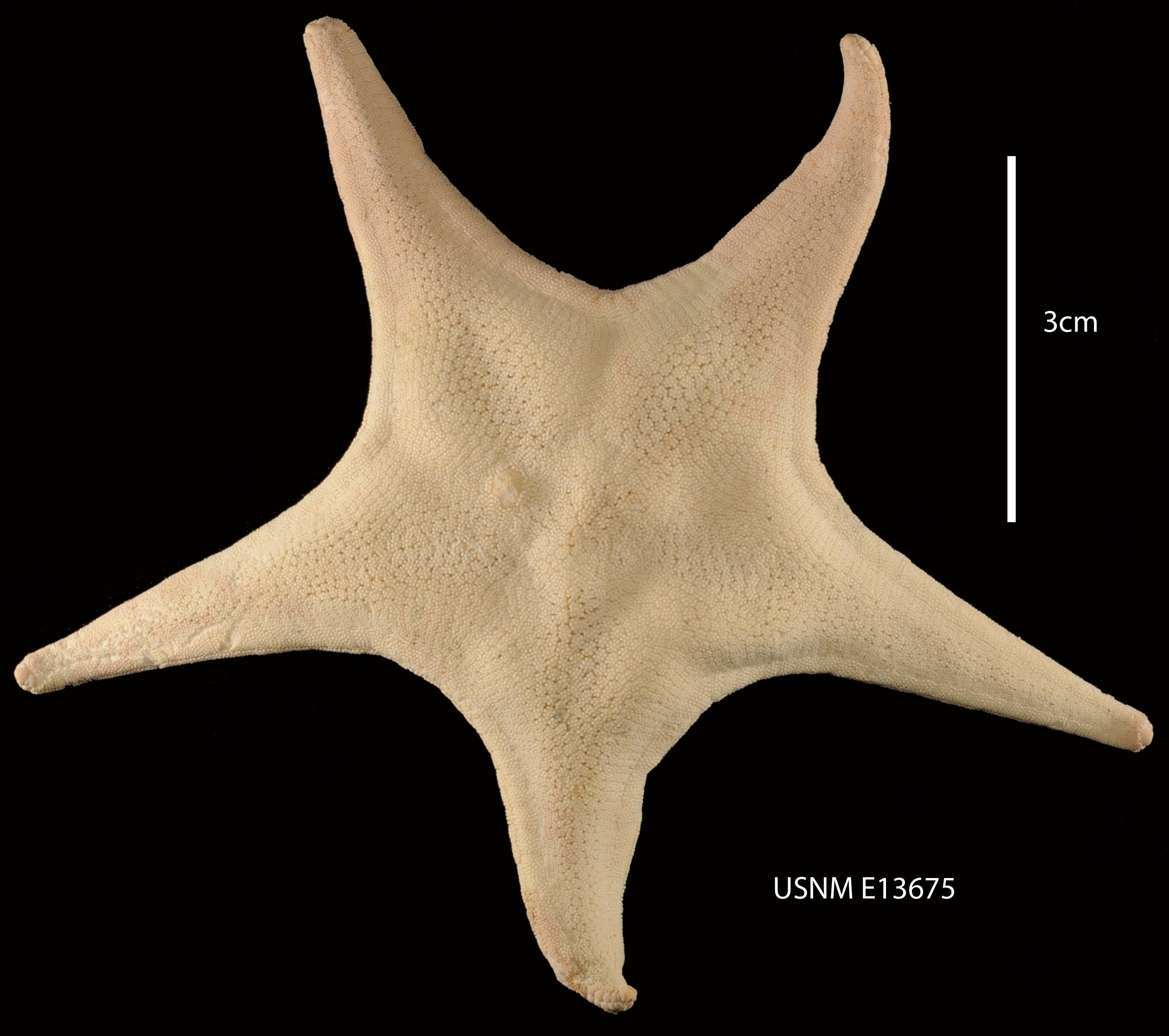
Acodontaster elongatus
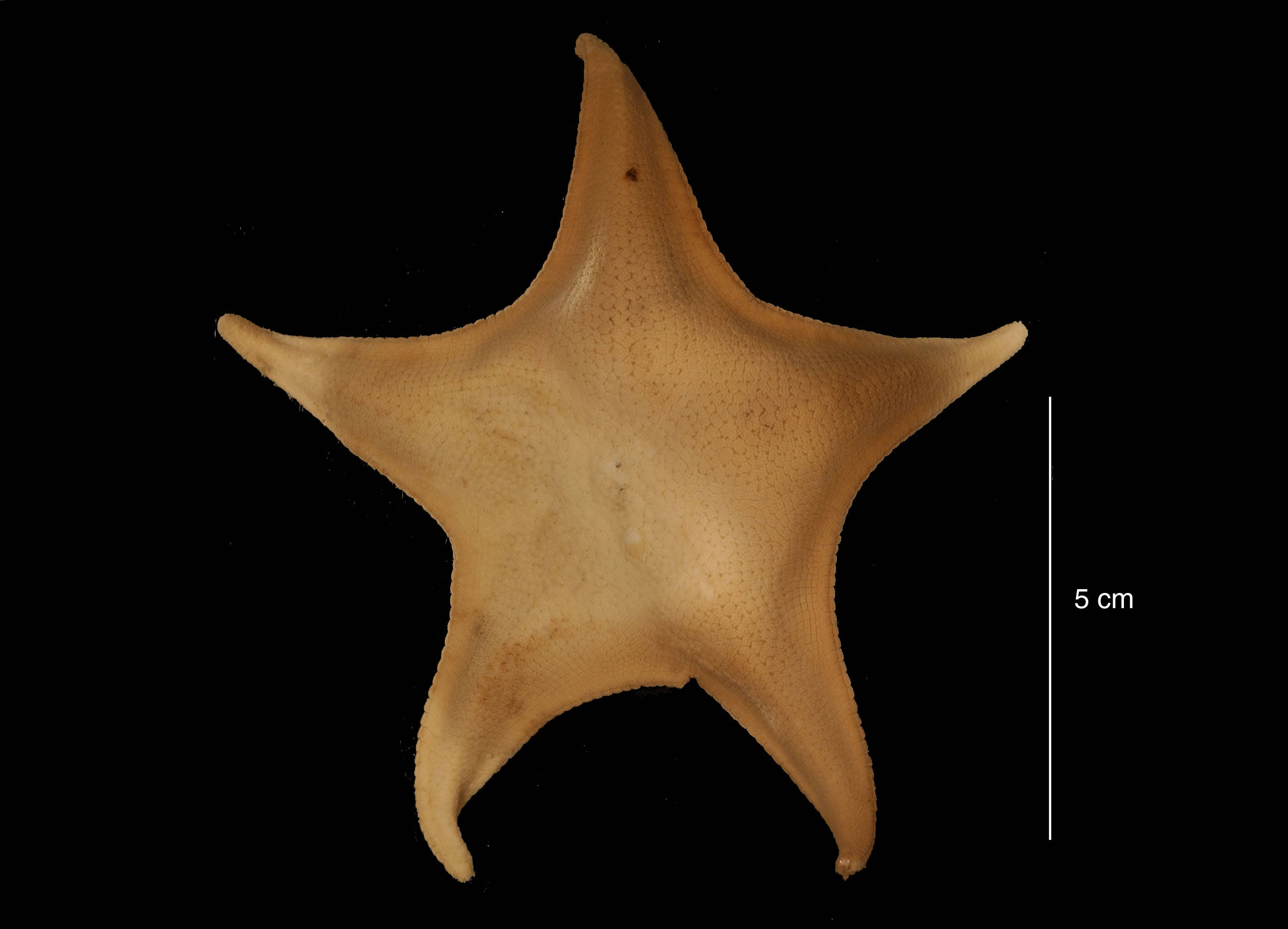
Acodontaster hodgsoni
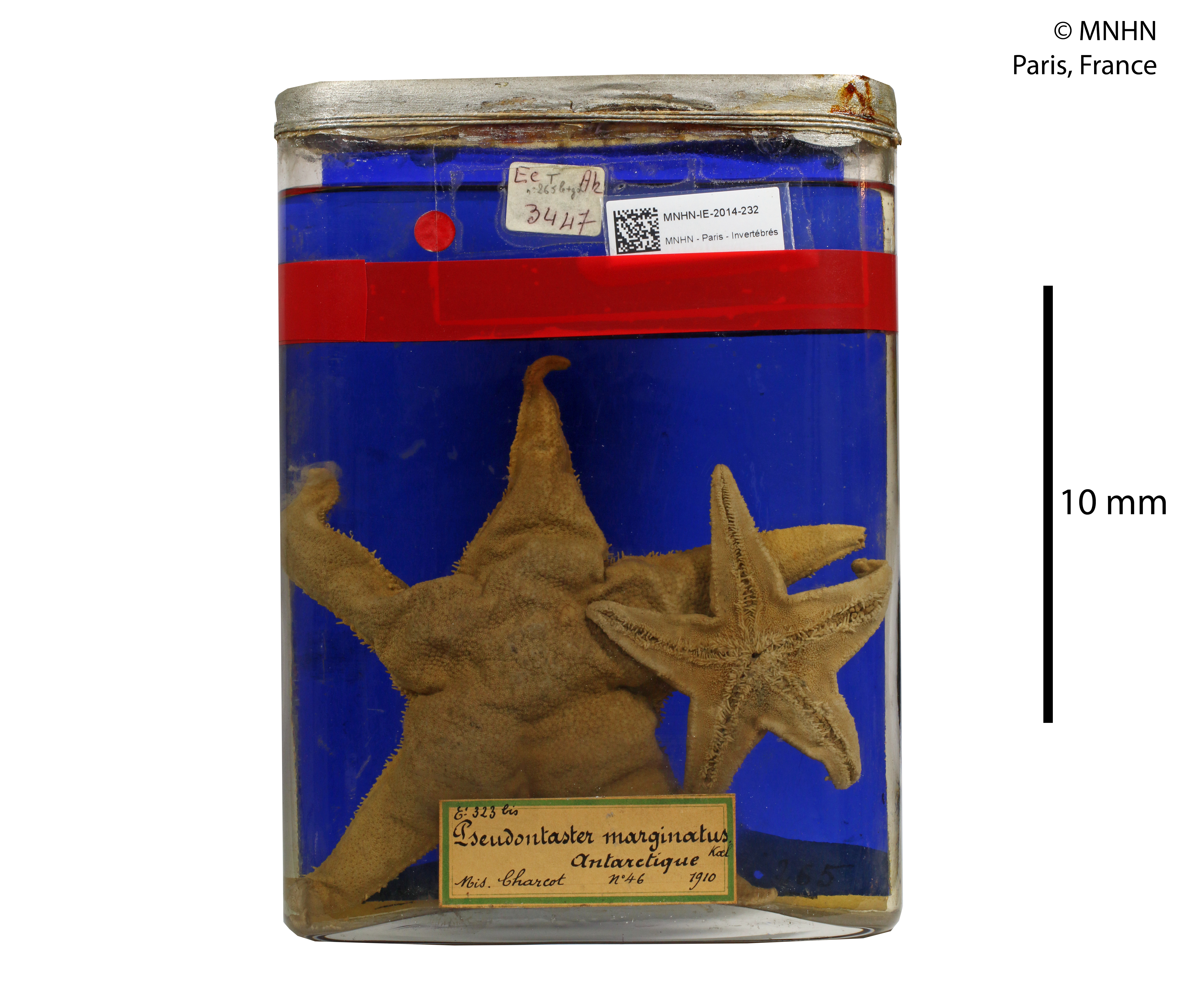
Acodontaster marginatus